# 大西健介
大西 健介（おおにし けんすけ、1971年4月13日 - ）は、日本の政治家。立憲民主党所属の衆議院議員（6期）。
希望の党選挙対策委員長、旧国民民主党幹事長代理、立憲民主党選挙対策委員長（第2代）を歴任した。

## 来歴
大阪府大阪市生まれ。父は生命保険会社の社員だったため転勤が多く、福岡県、奈良県などで少年時代を過ごした。奈良学園中学校・高等学校を経て京都大学法学部（民事訴訟法：谷口安平ゼミ）卒業。京大法学部在学中、第1回国会議員政策担当秘書資格試験に合格した。1994年、大学を卒業し参議院事務局に入局。内閣委員会調査室や同会計課に所属し、議員立法や議会運営を補佐する。1999年、外務省に出向。北東アジア課に勤務し、日韓問題に取り組む。2000年より在アメリカ合衆国日本大使館二等書記官。
2004年2月29日、結婚と同時に参議院事務局を退職。出身地の奈良を地盤に持つ馬淵澄夫衆議院議員の政策担当秘書に転じる。そのかたわら、一新塾や早稲田大学、中央大学で教鞭を執った。

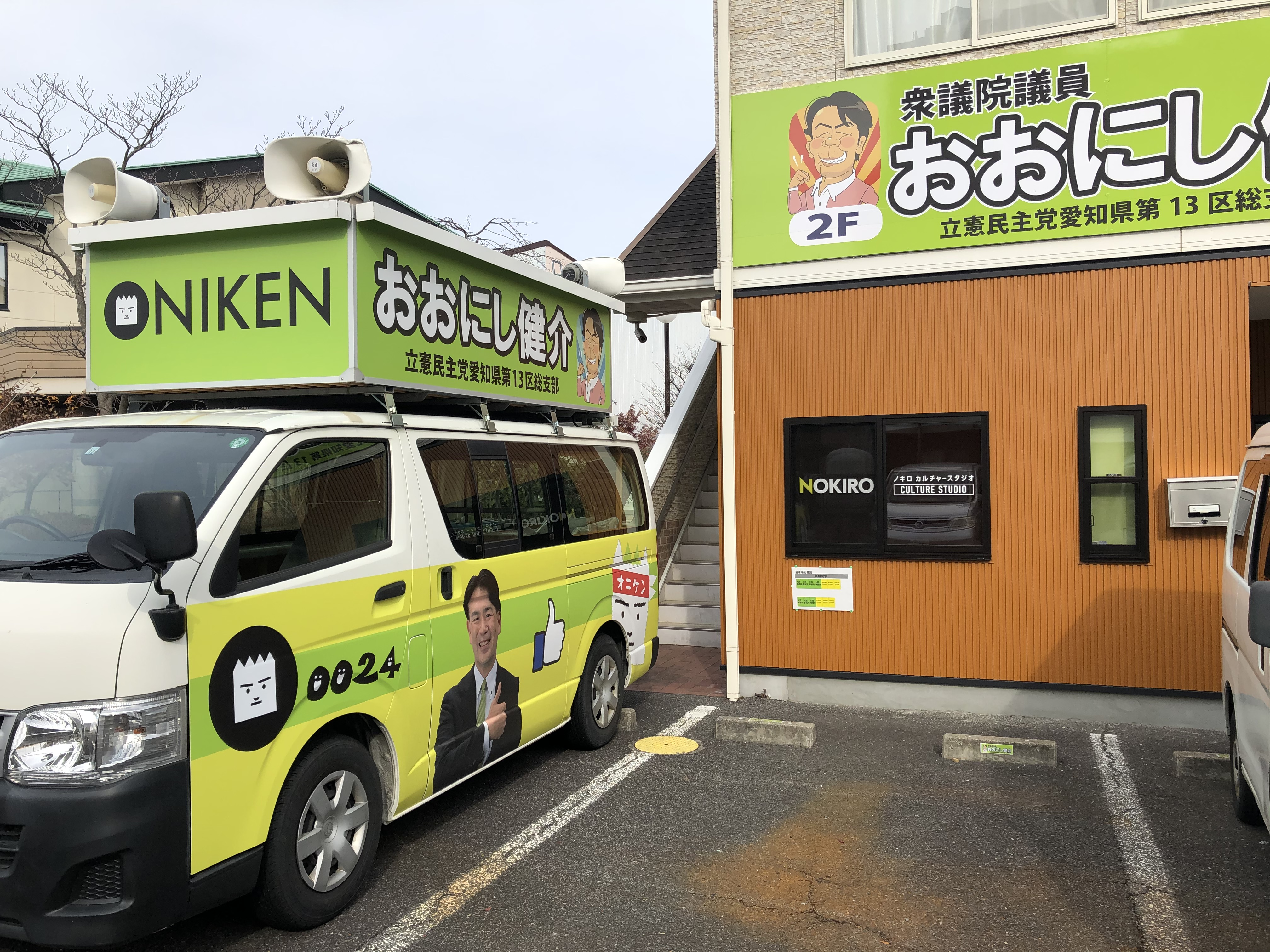
大西の街頭宣伝車と個人事務所（愛知県安城市）

2007年2月に民主党愛知県総支部連合会が行った候補者公募に応募。同年8月4日、同党県連は幹事会を開き、大西を愛知13区候補者として擁立することを決定した。同選挙区は2005年の総選挙で議席を失った島聡がソフトバンクで働き始めたため空席のままであった。愛知県に転居（現住所は刈谷市八幡町）。
2009年8月の第45回衆議院議員総選挙に民主党公認で立候補。自由民主党公認で現職の厚生労働副大臣だった大村秀章を破り、初当選を果たした（大村も比例復活。後に議員辞職し愛知県知事に転じる）。
2010年6月2日、鳩山由紀夫が民主党代表と首相辞任を表明。鳩山の辞任に伴う代表選挙（6月4日投開票）では菅直人の推薦人に名を連ねた。
2011年8月26日、菅直人首相が民主党代表辞任を正式に表明。菅の辞任に伴う代表選挙（8月29日投開票）では馬淵澄夫の推薦人に名を連ねた。
2012年12月16日の第46回衆議院議員総選挙では、民主党公認で愛知13区から出馬し、自民党新人の大見正に1,483票差で敗れたが、重複立候補していた比例東海ブロックで復活し、再選。なお、大西の惜敗率98.50%は、比例東海ブロックの民主党公認候補者の中では最も高い数値であった。同年12月25日に行われた代表選挙では馬淵澄夫の推薦人に名を連ねた。
2014年12月の第47回衆議院議員総選挙では、民主党公認で愛知13区で出馬。前回よりも約2万票を上積みし、自民党前職の大見を15,508票差で破り3選（大見は比例復活）。この選挙で民主党代表の海江田万里が落選。海江田の辞任に伴い2015年1月18日に行われた代表選挙では、細野豪志の推薦人に名を連ねたが、細野は決選投票で岡田克也に敗れた。
2016年9月15日の民進党代表選挙では玉木雄一郎の推薦人に名を連ねた。
2017年7月27日、民進党代表の蓮舫が、同月の東京都議会議員選挙の結果を受けて辞任を表明。8月23日、村岡敏英、小熊慎司、重徳和彦、井坂信彦、大西の5人は、民進党代表選挙に立候補した前原誠司と枝野幸男のそれぞれの陣営に、国政選挙での共産党との共闘を断ち切ることを求める声明文を提出した。
同年10月の第48回衆議院議員総選挙に希望の党公認で立候補し、大見を破り4選（大見は比例復活）。11月の希望の党共同代表選挙後の党役員人事では選挙対策委員長に就任した。
2018年5月7日、民進党と希望の党が合流して結成された国民民主党に参加した。5月8日、国民民主党の幹事長代理に就任した。
2020年9月3日、中日新聞の取材に対し、立憲民主党と国民民主党が解党して設立する合流新党に参加すると明かした。同年9月10日に行われた合流新党の代表選挙では泉健太の推薦人に名を連ねた。
2021年10月19日、第49回衆議院議員総選挙が公示され、愛知13区は日本共産党が候補者擁立を見送ったため、立憲民主党公認の大西と、自民党公認の元県議の石井拓の一騎打ちとなった。10月27日、中日新聞社は、電話世論調査の結果に取材を加味した愛知県内15選挙区の情勢を発表。13区については「大西と石井、互角の戦い。立民支持層を手堅く固めた大西は、共産支持層は取り込めていない」と報じた。10月31日、投開票。大西は小選挙区で勝利。石井は比例復活で初当選した。
同年11月2日、枝野幸男代表は衆院選大敗の責任をとり辞任を表明。11月27日、大西は、枝野の辞任に伴う立憲民主党代表選挙に関し、泉健太の支持を表明。11月30日、代表選挙は決選投票までもつれ込み、泉が代表に選出された。12月2日、選挙対策委員長に就任。
2022年8月26日、立憲民主党の新執行部が発足に伴い、選対委員長を退任（後任は大串博志）。同年9月13日、立憲民主党の次の内閣でネクスト内閣官房副長官に就任した。
2024年9月に行われた立憲民主党代表選挙では泉健太の推薦人に名を連ねた。同月、野田佳彦新代表から党税制調査会長に起用された。
同年10月15日、第50回衆議院議員総選挙公示。愛知13区からは大西、石井、日本共産党公認の元刈谷市議会議員の牛田清博の3人が立候補した。自民党は裏金問題や統一教会問題、10月23日に発覚した非公認候補への2000万円支給問題などで逆風が吹き荒れた。10月27日、総選挙執行。投票締め切りの20時直後に中京テレビなどは大西の当選確実を報じ、大西は6期目の当選を果たした。石井は比例復活もならず議席を失った。

## 政策・主張

### 憲法
- 憲法改正について、2017年のアンケートでは「どちらかといえば賛成」と回答[45]。2021年のアンケートでは「賛成」と回答[46]。

- 9条改憲について、2017年の中日新聞社のアンケートで「反対」と回答[47]。9条への自衛隊の明記について、2021年のNHKのアンケートでは回答しなかった[48]。

- 改正すべき項目として「環境権に関する条項を新設する」「プライバシー権に関する条項を新設する」「知る権利に関する条項を新設する」「教育の充実に向けた環境整備を行う旨を明記する」「地方公共団体の権限強化を明記する」「首相の解散権に制約を加える」と主張[46]。

- 憲法を改正し緊急事態条項を設けることについて、2021年の毎日新聞社のアンケートで「反対」と回答[49]。

### 外交・安全保障
- 安全保障関連法の成立について、2017年のアンケートで「どちらかといえば評価しない」と回答[45]。

- 「他国からの攻撃が予想される場合には敵基地攻撃もためらうべきではない」との問題提起に対し、2021年のアンケートで「どちらとも言えない」と回答[46]。

- 「北朝鮮に対しては対話よりも圧力を優先すべきだ」との問題提起に対し、2017年、2021年のアンケートで「どちらかと言えば賛成」と回答[45][46]。

- 普天間基地の辺野古移設について、2021年のアンケートで「どちらとも言えない」と回答[46]。

- 徴用工訴訟などの歴史問題をめぐる日韓の関係悪化についてどう考えるかとの問いに対し、2021年の毎日新聞社のアンケートで「より強い態度で臨む」と回答[49]。

- 日本の核武装について、2012年のアンケートで「将来にわたって検討すべきでない」と回答[50]。

### ジェンダー
- 選択的夫婦別姓制度の導入について、2014年のアンケートでは「賛成」と回答[51]。2017年のアンケートでは「どちらかといえば賛成」と回答[45]。2021年のアンケートでは「賛成」と回答[46]。

- 同性婚を可能とする法改正について、2017年のアンケートで「どちらかと言えば賛成」と回答[45]。2021年の朝日新聞社のアンケートでは「どちらとも言えない」と回答し[46]、同年のNHKのアンケートでは回答しなかった[48]。

- 「LGBTなど性的少数者をめぐる理解増進法案を早期に成立させるべきか」との問題提起に対し、2021年のアンケートで「賛成」と回答[46]。

- クオータ制の導入について、2021年のアンケートで「どちらかといえば反対」と回答[48]。

### その他
- 原子力発電所の再稼働問題について、2017年の中日新聞社のアンケートで「2030年代に原発ゼロにするべき」と回答[47]。

- 「原子力発電への依存度について今後どうするべきか」との問題提起に対し、2021年のアンケートで「下げるべき」と回答[48]。

- アベノミクスについて、2017年のアンケートで「どちらかといえば評価しない」と回答[45]。

- 安倍内閣による森友学園問題・加計学園問題への対応について、2017年のアンケートで「評価しない」と回答[45]。

- 森友学園への国有地売却をめぐる公文書改竄問題で、2021年5月6日、国は「赤木ファイル」の存在を初めて認めた[52]。しかし5月13日、菅義偉首相はファイルの存在を踏まえた再調査を行わない考えを報道各社に書面で示した[53]。9月の自民党総裁選挙で総裁に選出された岸田文雄も10月11日、衆議院本会議の代表質問で再調査の実施を否定した[54]。国の対応をどう考えるかとの同年の毎日新聞社のアンケートに対し「さらに調査や説明をすべき」と回答[49]。

- 永住外国人への地方選挙権付与に賛成[55]。

- 日本の環太平洋戦略的経済連携協定（TPP） 参加に賛成[50]。

- 受動喫煙防止を目的に飲食店などの建物内を原則禁煙とする健康増進法改正について、「単に広さでなくバーやスナックなど業種も考慮すべき」としている[56]。

- 外国人への消費税の免税の廃止や外免切替の厳格化を主張[57]。

## 人物
- 自身のブログで部落解放運動家である山下力の書籍を取り上げ、共感を示している[58]。
- 2018年11月9日、夕刊フジは、大西が2014年頃、文科省汚職事件で逮捕された元コンサルタント会社役員の谷口浩司に国会通行証を貸与していたと報じた。大西はこれを認め、当時落選中だった衆議院議員の吉田統彦に頼まれて渡したと話している[59]。

## 発言

### 知立市長に対する発言
2009年6月22日、自身の選出選挙区に含まれる知立市（林郁夫市長）に対し、部落解放愛知県共闘会議の一員の立場から同和・人権行政を確立するように発言している。

### 高須クリニックCM「陳腐」発言
2017年5月17-18日の厚生労働委員会において、エステ業界には「陳腐な」広告が多いなどとした上で、「皆さんよくご存じのイエス○○クリニックみたいに」などと発言した。これについて、高須クリニック院長の高須克弥は名誉を棄損されたとし、大西と党首の蓮舫を相手取り、1000万円の損害賠償をするつもりであると即座に表明。高須は、5月18日のブログで「高須クリニックはエステで集客しない。誇大広告のチラシもまかない。きちんと落とし前をつけてもらう」と発信しており、産経新聞の取材に対して「謝罪を求めたかったが、裁判では金額しかないというので、1千万円を求める。大西氏は党を代表して質問した。党首もOKしているはずだ。民進党が攻撃だけで好き勝手言っていて、自民党が応戦一方で反撃しないから、国会での発言が言いたい放題なことに前から怒っていた。庶民でも怒れる、対応ができるのだと伝えたい」と発言している。大西は、「（提訴）内容を聞いていないので詳しく言えない。質問では高須の名前を出しておらず、（提訴は）誤解に基づいている。法律上、名前と連絡先しか連呼できないCMがあるのは現実だ」とコメントした。高須は、大西や当時所属していた民進党、国などに1000万円の損害賠償と謝罪広告掲載を求め裁判を起こした。
2018年4月23日、東京地方裁判所は「発言は名誉毀損といえない」として高須の訴えを棄却した。同年10月2日、高須は控訴審の裁判所から和解勧告が来たことを報告。しかし大西は謝罪を断ったため和解は不成立となった。
2019年、最高裁は高須の上告を退け、3月27日付で高須の敗訴が確定した。

## 選挙歴
| 当落 | 選挙                   | 執行日         | 年齢 | 選挙区       | 政党       | 得票数     | 得票率 | 定数 | 得票順位 /候補者数 | 政党内比例順位 /政党当選者数 |
| ---- | ---------------------- | -------------- | ---- | ------------ | ---------- | ---------- | ------ | ---- | ------------------ | ---------------------------- |
| 当   | 第45回衆議院議員総選挙 | 2009年08月30日 | 38   | 愛知県第13区 | 民主党     | 15万4779票 | 53.79% | 1    | 1/3                | /                            |
| 比当 | 第46回衆議院議員総選挙 | 2012年12月16日 | 41   | 愛知県第13区 | 民主党     | 9万7187票  | 39.70% | 1    | 2/4                | 1/4                          |
| 当   | 第47回衆議院議員総選挙 | 2014年12月14日 | 43   | 愛知県第13区 | 民主党     | 11万6652票 | 49.62% | 1    | 1/3                | /                            |
| 当   | 第48回衆議院議員総選挙 | 2017年10月22日 | 46   | 愛知県第13区 | 希望の党   | 11万6471票 | 47.42% | 1    | 1/3                | /                            |
| 当   | 第49回衆議院議員総選挙 | 2021年10月31日 | 50   | 愛知県第13区 | 立憲民主党 | 13万4033票 | 52.72% | 1    | 1/2                | /                            |
| 当   | 第50回衆議院議員総選挙 | 2024年10月27日 | 53   | 愛知県第13区 | 立憲民主党 | 13万7944票 | 56.31% | 1    | 1/3                | /                            |

## 所属団体・議員連盟
- 焼肉を考える議員連盟（事務局長）[65]
- 対中政策に関する国会議員連盟
- 立憲民主党税理士制度推進議員連盟[66]
- 明治の日を実現するための議員連盟[67][68][69]
- 全トヨタ政策推進議員連絡会 国会議員連絡会
- 人権外交を超党派で考える議員連盟 [70]